# Rawson Marshall Thurber
Rawson Marshall Thurber (født 9. februar 1975) er en amerikansk forfatter og filminstruktør på spillefilm og reklamer.

## Filmografi som instruktør
- The Mysteries of Pittsburgh (2008)
- The Loop (episode "Trouble in the Saddle") (2006)
- Dodgeball: A True Underdog Story (2004)
- Terry Tate: Office Linebacker (2002)
- The Band (1999)

## Filmograpfi som manusforfatter
- The Mysteries of Pittsburgh (2007) (manuskript)
- Dodgeball: A True Underdog Story (2004) (manuskript)
- Terry Tate: Office Linebacker (2002) (manuskript)
- The Band (1999) (manuskript)